# Botrychium
Botrychium és un gènere de pteridòfits, plantes vasculars sense llavors de la família de les ofioglossàcies.

## Característiques
Tenen arrels petites i fibroses i es reprodueixen per espores alliberades a l'aire. Una part de la fulla, el tropòsfor, és estèril i similar a una falguera, l'altra és fèrtil i porta grups d'esporangis. Algunes espècies només ocasionalment emergeixen a l'exterior del sòl i es nodreixen de la seva associació amb els fongs (micorrizes).
Algunes espècies produeixen el sucre trehalosa.

## Espècies dels Països Catalans
Als Països Catalans, hi ha les següents espècies:
- Botrychium matricariifollium
- Botrychium lunaria
- Botrychium simplex

## Algunes espècies
La extensió del gènere Botrychium és debatuda segons els autors, alguns inclouen els gèneres Botrypus i Sceptridium dins de Botrychium, i altres ho fan d'una altra manera. En la llista següent es fa servir el segon criteri:

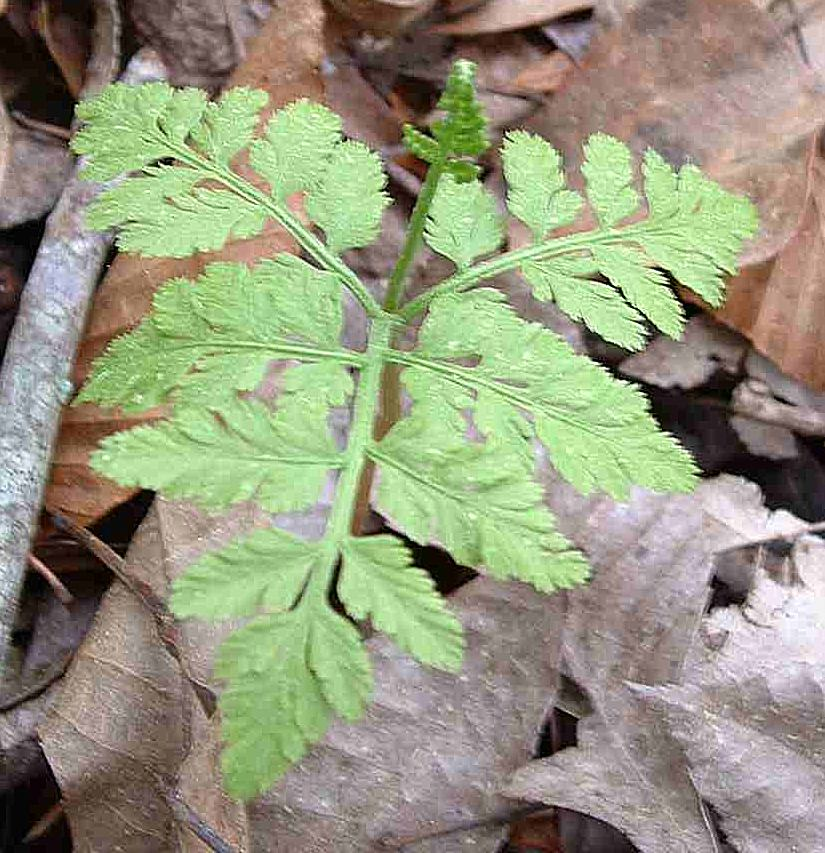
Botrychium lunarioides en un bosc al nord de Florida; Març de 2003.

### Botrychiumen sentit estricte
- Botrychium acuminatum W.H.Wagner 1990 –[2]

- Botrychium alaskense W.H.Wagner & J.R.Grant 2002[3] – Alaska moonwort[4]

- Botrychium ascendens W.H.Wagner 1986 –,[5] triangle-lobed moonwort, upward-lobed moonwort

- Botrychium boreale J.Milde 1857 –[6]

- Botrychium chamaeconium Bitter & Hieron. 1900[7]

- Botrychium campestre W.H.Wagner & Farrar –,[8] prairie dunewort, Iowa moonwort[9]

- Botrychium crenulatum W.H.Wagner 1981 –,[10] crenulate moonwort

- Botrychium daucifolium Wall. ex Hook. & Grev. 1830[11] – thin-leaved moonwort[12]

- Botrychium echo W.H.Wagner 1983[13] – reflected grapfern[14]

- Botrychium gallicomontanum Farrar & Johnson-Groh 1991[15] – Frenchman's Bluff moonwort[16]

- Botrychium hesperium Maxon & R.T.Clausen) W.H.Wagner & Lellinger 1981 – western moonwort[17]

- Botrychium japonicum (Prantl) Underw. 1898[18]

- Botrychium lanceolatum (Gmel) Ångstr. 1854 –,[19] triangle grapefern, lance-leaved grapefern

- Botrychium lineare W.H.Wagner 1994 –,[20] narrowleaf grapefern[21]

- Botrychium lunaria (L.) Sw. 1801 – common moonwort,[22] grapefern moonwort

- Botrychium lunarioides (Michx.) Sw. 1806[23] – winter grapefern, prostrate grapefern[24]

- Botrychium matricariifolium (Döll) A. Braun ex W.D.J. Koch 1847[25] – daisy-leaved moonwort,[26] matricary grapefern, matricary moonwort, chamomile grapefern

- Botrychium minganense Vict. 1927 – Mingan's moonwort[27]

- Botrychium montanum W.H.Wagner – western goblin,[28] mountain moonwort

- Botrychium mormo W.H.Wagner 1981[15] – little goblin moonwort[29]

- Botrychium neolunaria sp. nov. ined. Stensvold & Farrar 2008 – common moonwort[30]

- Botrychium pallidum W.H.Wagner 1990 – Pale moonwort[31]

- Botrychium paradoxum W.H.Wagner 1981 – paradox moonwort,[32] peculiar moonwort

- Botrychium pedunculosum W.H.Wagner 1986 – stalked moonwort[33]

- Botrychium pinnatum H. St.John – northern moonwort[34]

- Botrychium pseudopinnatum W.H.Wagner 1990 – false northwestern moonwort,[35] false daisy-leaved grapefern

- Botrychium pumicola Coville ex Underw. 1900[36] – pumice moonwort, pumice grape-fern[37]

- Botrychium simplex E.Hitchc. 1823 – least moonwort,[38] little grapefern, least grapefern

- Botrychium socorrense W.H.Wagner 1989[39] – Isla Socorro moonwort

- Botrychium spathulatum W.H.Wagner 1990 – spatulate moonwort,[40] spoon-leaved moonwort

- Botrychium tunux Stensvold & Farrar 2002[41][42] – moosewort[43]

- Botrychium × watertonense W.H.Wagner [hesperium × paradoxum] – Waterton grapefern[44]

- Botrychium yaaxudakeit Stensvold & Farrar 2002[45][46] – giant moonwort, Yakutat moonwort[47]

### Espècies deBotrychiumubicades aBotrypus
La falguera serp de cascavell tradicionalment s'ha ubicat dins el subgènere Botrychium, Osmundopteris, dins el gènere Osmunda where it was previously placed.
- Botrychium virginianum (L.) Sw. 1801[49] – Rattlesnake fern,[50] common grapefern[51]
= Botrypus virginianus (L.) Michx. 1803

### Espècies deBotrychiumubicades dinsSceptridium
Aquestes espècies tradicionalment s'han ubicat dins del subgènere Botrychium. Sceptridium, un nombasat en la semblança dels seus esporangis a "petits ceptres."
- Botrychium australe R.Br. 1810[53] – Parsley Fern[54]

= Sceptridium australe (R.Br.) Lyon 1905
- Botrychium biforme Colenso 1886[56] – Fine-leaved parsley fern

= Sceptridium biforme (Colenso) Lyon 1905
- Botrychium biternatum (Savigny) Underw. 1896 – Sparse-lobed grapefern, Southern grapefern[58]

= Osmunda biternata Savigny 1798
= Sceptridium biternatum (Savigny) Lyon 1905
- Botrychium dissectum Sprengel 1804[59][60] – Dissected grapefern[61] or Cut-leaved grape-fern[62]

= Botrychium obliquum Muhl. 1810
= Sceptridium dissectum (Spreng.) Lyon 1905
- Botrychium jenmanii Underw. 1900 – Alabama grapefern[64][65]

= Sceptridium jenmanii (Underw.) Lyon 1905
= Botrychium alabamense Maxon 1906
= Sceptridium alabamense (Maxon) Holub. 1973
- Botrychium multifidum (S.G. Gmel.) Rupr. 1859[67][68] – Leather grapefern[69][70][71]

= Osmunda multifida S.G. Gmel. 1768
= Botrychium silaifolium C.Presl 1825
= Botrychium matricariae (Schrank) Spreng. 1827
= Sceptridium multifidum (S.G.Gmel.) Nishida ex Tagawa 1958
- Botrychium oneidense (Gilbert) House 1905 – Blunt-lobed grapefern[73]

= Sceptridium oneidense (Gilbert) Holub 1998
- Botrychium rugulosum W.H.Wagner 1982[75] – St. Lawrence grape fern, Rugulose grape fern, Ternate grape fern[76]

= Botrychium ternatum auct. non (Thunb.) Sw. 1801
= Sceptridium rugulosum (W.H.Wagner) Skoda & Holub 1996
- Botrychium schaffneri Underw. 1903[77] –

- Botrychium subbifoliatum Brack. 1854[78] – Island grapefern[79][80]
 = Sceptridium subbifoliatum (Brack.) Lyon 1905

- Botrychium underwoodianum Maxon 1905[81]

= Botrychium ternatum (Thunb.) Sw. 1801
= Sceptridium underwoodianum (Maxon) Lyon 1905

## Conservació
Els Botrychium es troben en ambients diversos, incloent praderies, boscos i muntanyes. Algunes de les seves espècies són força rares i l'esforç de la seva conservació poden ser difícils. Encara més dificultat hi ha per obtenir informació en les seus cicles principalment subterranis.
La dependència que tenen de les micorrizes també fa difícil cultivar-les.